# Roberto Carballés Baena
Roberto Carballés Baena, né le 23 mars 1993 à Tenerife, est un joueur de tennis professionnel espagnol, professionnel depuis 2011.

## Carrière
Vainqueur de 13 tournois en junior, Roberto Carballés Baena a atteint les demi-finales de l'Open d'Australie 2011 et s'est imposé en double à Roland-Garros avec Andrés Artuñedo. En juillet, il devient Champion d'Europe en simple et en double avec Ricardo Ojeda Lara. Son meilleur classement ITF est une 8e place.
Il débute sur le circuit Future en 2010 et remporte son premier titre à sa seconde participation à un tournoi ITF. Il a remporté 9 titres en simple et 4 en double entre 2010 et 2014. Il obtient ses premiers résultats en Challenger avec une demi-finale à Orbetello en 2013, puis à Meknès et Kénitra en 2014. Il compte désormais 4 titres en simple à son palmarès : Kénitra et Mohammédia en 2015 et Cortina d'Ampezzo et Manerbio en 2017.
Il connaît sa première victoire en simple sur le circuit ATP à Casablanca en 2014. Alors classé 273e, il atteint les demi-finales après avoir battu notamment le 38e mondial João Sousa (6-77, 7-65, 6-2). Il s'incline contre Guillermo García-López en trois sets (6-2, 6-76, 6-4). En 2015, il reçoit une invitation pour le tournoi de Barcelone où il élimine Jan-Lennard Struff au premier tour. En 2016, il se qualifie pour les quarts de finale du tournoi de São Paulo avec un statut de Lucky loser après une victoire sur le 35e mondial, Thomaz Bellucci (2-6, 6-3, 6-4). Il se qualifie également pour le Masters de Madrid et son premier Grand Chelem à Roland-Garros où il cède au premier tour en cinq sets contre Adam Pavlásek (6-2, 4-6, 6-3, 1-6, 6-1). Il intègre brièvement le top 100 en fin d'année. Début 2017, il est quart de finaliste à Quito, puis élimine João Sousa à Rio.
En février 2018, il gagne le premier titre de sa carrière à l'Open d'Équateur en battant en finale son compatriote et 21e mondial Albert Ramos-Viñolas en trois sets (6-3, 4-6, 6-4).
Il a remporté 7 tournois Challenger en simple : à Kénitra et Mohammédia en 2015, Cortina d'Ampezzo et Manerbio en 2017, Barcelone en 2018 et Murcie et Lisbonne en 2019.
Alors qu'il n'est pas tête de série, il remporte à Marrakech son deuxième titre en avril 2023 avec des victoires sur l'Américain Maxime Cressy (6-7, 6-3, 6-1), le qualifié Dimitar Kuzmanov (sur abandon), le Néerlandais Tallon Griekspoor, quatorzième à la Race (6-3, 2-6, 6-2), la tête de série numéro deux Daniel Evans (2-6, 6-4, 6-2) et le Français Alexandre Müller, qui dispute sa première finale sur le circuit ATP (4-6, 7-6, 6-2).
Il manque de réitérer un parcours similaire, toujours à Marrakech l'année suivante. Il profite de l'abandon du qualifié Matteo Gigante (6-2, 2-0 ab.) puis sort le Britannique Daniel Evans (6-4, 7-6) et l'Américain Nicolas Moreno de Alboran (6-4, 4-6, 6-4). Il efface en deux sets le Russe Pavel Kotov (6-4, 6-2) pour retrouver un ancien joueur du top 10 en finale, l'Italien Matteo Berrettini qui le bat (5-7, 2-6) pour s'offrir son premier titre depuis deux saisons.

## Palmarès

### Titres en simple messieurs
| No | Date       | Nom et lieu du tournoi          | Catégorie | Dotation  | Surface      | Finaliste            | Score          |          |
| -- | ---------- | ------------------------------- | --------- | --------- | ------------ | -------------------- | -------------- | -------- |
| 1  | 05-02-2018 | Ecuador Open, Quito             | ATP 250   | 501 345 $ | Terre (ext.) | Albert Ramos-Viñolas | 6-3, 4-6, 6-4  | Parcours |
| 2  | 03-04-2023 | Grand Prix Hassan II, Marrakech | ATP 250   | 562 815 € | Terre (ext.) | Alexandre Müller     | 4-6, 7-63, 6-2 | Parcours |

### Finale en simple messieurs
| No | Date       | Nom et lieu du tournoi          | Catégorie | Dotation  | Surface      | Vainqueur         | Score    |          |
| -- | ---------- | ------------------------------- | --------- | --------- | ------------ | ----------------- | -------- | -------- |
| 1  | 01-04-2024 | Grand Prix Hassan II, Marrakech | ATP 250   | 579 320 € | Terre (ext.) | Matteo Berrettini | 7-5, 6-2 | Parcours |

### Titre en double messieurs
| No | Date       | Nom et lieu du tournoi            | Catégorie | Dotation  | Surface      | Partenaire                  | Finalistes                   | Score     |          |
| -- | ---------- | --------------------------------- | --------- | --------- | ------------ | --------------------------- | ---------------------------- | --------- | -------- |
| 1  | 24-02-2020 | Chile Dove Men+Care Open Santiago | ATP 250   | 604 010 $ | Terre (ext.) | Alejandro Davidovich Fokina | Marcelo Arévalo Jonny O'Mara | 7-63, 6-1 | Parcours |

## Parcours dans les tournois duGrand Chelem

### En simple
| Année | Open d'Australie | Open d'Australie  | Internationaux de France | Internationaux de France | Wimbledon       | Wimbledon        | US Open         | US Open           |
| ----- | ---------------- | ----------------- | ------------------------ | ------------------------ | --------------- | ---------------- | --------------- | ----------------- |
| 2016  | —                | —                 | 1er tour (1/64)          | Adam Pavlásek            | —               | —                | —               | —                 |
|       |                  |                   |                          |                          |                 |                  |                 |                   |
| 2018  | —                | —                 | 1er tour (1/64)          | Benoît Paire             | 1er tour (1/64) | Ryan Harrison    | 2e tour (1/32)  | Borna Ćorić       |
| 2019  | 1er tour (1/64)  | Viktor Troicki    | 2e tour (1/32)           | F. Krajinović            | 1er tour (1/64) | M. Kecmanović    | 1er tour (1/64) | Novak Djokovic    |
| 2020  | 1er tour (1/64)  | Ričardas Berankis | 3e tour (1/16)           | Grigor Dimitrov          | Annulé          | Annulé           | 2e tour (1/32)  | Jeffrey John Wolf |
| 2021  | 2e tour (1/32)   | Daniil Medvedev   | 1er tour (1/64)          | Mikael Ymer              | 1er tour (1/64) | Vasek Pospisil   | 2e tour (1/32)  | Denis Shapovalov  |
| 2022  | 1er tour (1/64)  | Ričardas Berankis | 2e tour (1/32)           | Jannik Sinner            | 1er tour (1/64) | Jordan Thompson  | 2e tour (1/32)  | Denis Shapovalov  |
| 2023  | 1er tour (1/64)  | Novak Djokovic    | 2e tour (1/32)           | Stéfanos Tsitsipás       | 2e tour (1/32)  | Holger Rune      | 2e tour (1/32)  | Aslan Karatsev    |
| 2024  | 1er tour (1/64)  | Hugo Gaston       | 2e tour (1/32)           | Novak Djokovic           | 1er tour (1/64) | Alexander Zverev | 2e tour (1/32)  | Shang Juncheng    |
| 2025  | 3e tour (1/16)   | Tommy Paul        | —                        | —                        | 1er tour (1/64) | Alex de Minaur   |                 |                   |

N.B. : à droite du résultat se trouve le nom de l'ultime adversaire.

### En double messieurs
| Année | Open d'Australie                                                                     | Open d'Australie                                                                       | Internationaux de France                                                            | Internationaux de France                                                                   | Wimbledon                                                                    | Wimbledon | US Open | US Open |
| ----- | ------------------------------------------------------------------------------------ | -------------------------------------------------------------------------------------- | ----------------------------------------------------------------------------------- | ------------------------------------------------------------------------------------------ | ---------------------------------------------------------------------------- | --------- | ------- | ------- |
| 2018  | —                                                                                    | —                                                                                      | 2e tour (1/16) G. García \|\| style="text-align:left;" \| Łukasz Kubot Marcelo Melo | 1er tour (1/32) M. Cecchinato \|\| style="text-align:left;" \| P.-H. Herbert Nicolas Mahut | —                                                                            | —         |         |         |
| 2019  | 2e tour (1/16) Andrey Rublev \|\| style="text-align:left;" \| L. Mayer João Sousa    | 1er tour (1/32) Jaume Munar \|\| style="text-align:left;" \| Łukasz Kubot Marcelo Melo | 1er tour (1/32) L. Sonego \|\| style="text-align:left;" \| Fabrice Martin Hugo Nys  | 2e tour (1/16) F. Delbonis \|\| style="text-align:left;" \| Bob Bryan Mike Bryan           |                                                                              |           |         |         |
|       |                                                                                      |                                                                                        |                                                                                     |                                                                                            |                                                                              |           |         |         |
| 2022  | 2e tour (1/16) Hugo Gaston \|\| style="text-align:left;" \| Tim Pütz Michael Venus   | —                                                                                      | —                                                                                   | —                                                                                          | —                                                                            | —         | —       |         |
| 2023  | 1er tour (1/32) Hugo Dellien \|\| style="text-align:left;" \| R. Haase M. Middelkoop | 2e tour (1/16) Jaume Munar \|\| style="text-align:left;" \| Rajeev Ram Joe Salisbury   | 1er tour (1/32) D. E. Galán \|\| style="text-align:left;" \| W. Blumberg C. Ruud    | 1er tour (1/32) B. Zapata \|\| style="text-align:left;" \| Ivan Dodig A. Krajicek          |                                                                              |           |         |         |
| 2024  | 1er tour (1/32) P. Cachín \|\| style="text-align:left;" \| M. González A. Molteni    | 1er tour (1/32) M. Navone \|\| style="text-align:left;" \| M. Arévalo Mate Pavić       | —                                                                                   | —                                                                                          | 2e tour (1/16) F. Coria \|\| style="text-align:left;" \| R. Bopanna M. Ebden |           |         |         |

N.B. : le nom du partenaire se trouve sous le résultat ; les noms des ultimes adversaires se trouvent à droite.

## Parcours dans lesMasters 1000
| Année | Indian Wells          | Miami                | Monte-Carlo | Madrid                | Rome                 | Canada           | Cincinnati        | Shanghai           | Paris                 |
| ----- | --------------------- | -------------------- | ----------- | --------------------- | -------------------- | ---------------- | ----------------- | ------------------ | --------------------- |
| 2016  | —                     | 1er tour A. Bedene   | —           | 1er tour R. Gasquet   | —                    | —                | —                 | —                  | —                     |
|       |                       |                      |             |                       |                      |                  |                   |                    |                       |
| 2018  | —                     | —                    | —           | 1er tour M. Kukushkin | —                    | —                | —                 | —                  | —                     |
| 2019  | 2e tour Schwartzman   | 2e tour B. Ćorić     | —           | —                     | —                    | —                | —                 | —                  | —                     |
|       |                       |                      |             |                       |                      |                  |                   |                    |                       |
| 2021  | 2e tour C. Ruud       | —                    | —           | —                     | 1er tour C. Norrie   | —                | —                 | n.o.               | —                     |
| 2022  | 1er tour J. Brooksby  | 1er tour D. Goffin   | —           | —                     | —                    | —                | —                 | n.o.               | —                     |
| 2023  | 1er tour T. Daniel    | 2e tour D. Medvedev  | —           | 2e tour A. Zverev     | 3e tour B. Ćorić     | —                | —                 | 1er tour A. Vukic  | —                     |
| 2024  | 2e tour D. Medvedev   | 2e tour C. Alcaraz   | —           | 2e tour A. Bublik     | 2e tour A. de Minaur | —                | —                 | 3e tour B. Shelton | 1er tour S. Tsitsipás |
| 2025  | 1er tour C. O'Connell | 2e tour B. Nakashima | —           | —                     | 1er tour S. Ofner    | 2e tour T. Fritz | 2e tour F. Tiafoe |                    |                       |

N.B. : sous le résultat se trouve le nom de l’ultime adversaire.

## Victoires sur le top 10
Toutes ses victoires sur des joueurs classés dans le top 10 de l'ATP lors de la rencontre.
| Légende      |
| Grand Chelem |
| Masters 1000 |
| ATP 500      |
| ATP 250      |

| # | R.C.B. | Tournoi | Année | Surface | Adversaire  | Rang | Tour | Score              |
| - | ------ | ------- | ----- | ------- | ----------- | ---- | ---- | ------------------ |
| 1 | no 63  | US Open | 2023  | Dur     | Holger Rune | no 4 | 1/64 | 6-3, 4-6, 6-3, 6-2 |

## Classements ATP en fin de saison
| Année          | 2010 | 2011 | 2012 | 2013 | 2014 | 2015 | 2016 | 2017 | 2018 | 2019 | 2020 | 2021 | 2022 | 2023 | 2024 |
| Rang en simple | 659  | 456  | 319  | 261  | 168  | 131  | 146  | 107  | 73   | 80   | 97   | 74   | 74   | 63   | 57   |
| Rang en double | 967  | 627  | 1102 | 1029 | 515  | 365  | 358  | 473  | 327  | 150  | 149  | 192  | 244  | 244  | 298  |

Source : (en) Classements de Roberto Carballés Baena sur le site officiel de la Fédération internationale de tennis